# Поперечное (Пензенская область)
Попере́чное — село в Пензенском районе Пензенской области России. Входит в состав Кучкинского сельсовета.

## География
Село находится в центральной части Пензенской области, в пределах Приволжской возвышенности, в лесостепной зоне, к югу от реки Хопёр, на расстоянии примерно 49 км (по прямой) к северо-западу от села Кондоль, административного центра района. Абсолютная высота — 216 м над уровнем моря.

### Климат
Климат характеризуется как умеренно континентальный, с умеренно холодной продолжительной зимой и относительно тёплым летом. Средняя температура воздуха самого тёплого месяца (июля) — 18,8 °C (абсолютный максимум — 40 °C); самого холодного (января) — −13 — −12 °C (абсолютный минимум — −47 °C). Безморозный период длится от 117 до 133 дней. Среднегодовое количество атмосферных осадков варьируется от 467 до 604 мм, из которых большая часть выпадает в тёплый период.

### Часовой пояс
Село Поперечное, как и вся Пензенская область, находится в часовой зоне МСК (московское время). Смещение применяемого времени относительно UTC составляет +3:00.

## Население
| 1864 | 1877 | 1897 | 1911 | 1926 | 1930 | 1939 |
| ---- | ---- | ---- | ---- | ---- | ---- | ---- |
| 452  | ↗535 | ↘524 | ↗695 | ↗723 | ↗823 | ↗828 |
| 1959 | 1970 | 1979 | 1989 | 1996 | 2002 | 2010 |
| ↘426 | ↗742 | ↘584 | ↘566 | ↗608 | ↘556 | ↘522 |

### Национальный состав
Согласно результатам переписи 2002 года, в национальной структуре населения русские составляли 96 % из 556 чел.